# 고미나토 철도
고미나토 철도(小湊鉄道)는 일본의 교통 회사이다. 지바현 이치하라시에 본사가 있다. 이치하라시 등에 철도 노선을 운영하고 있으며, 철도 사업 외에 노선버스 및 관광버스 사업도 하고 있어 철도 사업보다 버스 사업에서 높은 수익을 올리고 있다.

## 철도 사업

### 노선
- 고미나토 철도선 (고이역 - 가즈사나카노역)